# 麥孟才
麥孟才（6世纪—618年），字智棱，始兴郡始兴县人，隋朝官员，麦铁杖的儿子。
麥孟才果敢刚烈有其父之风。隋炀帝以麥孟才是死节将领之子，恩赐非常丰厚，拜为武贲郎将。大业十四年（618年）江都兵变，麥孟才慨然激昂有复仇之志。他和武牙郎钱杰素来友好，钱杰的父亲钱士雄和麦铁杖一同战死。二人互相鼓励：“我等世受国恩，门庭以诚节著称。现在贼臣弑逆，社稷沦亡，无节可纪，有何面目苟活世间！”于是流泪扼腕，于是相互密谋，纠合故旧，想在显福宫邀击宇文化及。临事发，陈藩之子陈谦知到他们的谋划而告发，麥孟才与沈光都被宇文化及所害，忠义之士为他们哀痛。